# Heinz Keßler
Heinz Keßler (Lauban, 1920. január 26. – Berlin, 2017. május 2.) német politikus, katonatiszt.

## Élete
1940-ben kapta meg a katonai behívóját a Wehrmachtba. 1941-ben a Szovjetunió elleni támadást követően dezertált a Vörös Hadseregbe. Amikor 1945-ben visszatért Németországba, Keßler csatlakozott a KPD-hez, amely 1946-ban egyesült a Szociáldemokrata Párttal (SPD) a szovjet megszállási övezetben, létrehozva a Német Szocialista Egységpártot (NSZEP, németül SED). 1946-ban Keßler is tagja lett a NSZEP Központi Bizottságának 1956-ban nevezték ki a Nemzeti Néphadsereg Légierejének (NVA Luftstreitkräfte / Luftverteidigung) a vezetőjévé vezérezredesi rendfokozatban, majd 1957-ben honvédelmi miniszterhelyettes is lett. 1967-ben az NVA vezérkari főnöke volt és ezzel párhuzamosan tagja lett a Varsói Szerződés Egyesült Nagyparancsnokságának Katonai Tanácsának is 1985. december 3. és 1989. november 18. között az NDK honvédelmi miniszter volt.
Németország újraegyesítése után nem sokkal Keßlert bíróság elé állították az 1971 és 1989 között az NDK-ból menekülni próbáló emberek ellen elkövetett gyilkosságok miatt. 1993. szeptember 16-án a bíróság bűnösnek találta és hét és félév börtönbüntetés szabott ki rá. Hosszas fellebbezések után 1996 novemberében került a berlini Hakenfelde börtönébe, ahonnan 1998 októberében, idő előtt szabadult.